# Тесаржик, Рихард
Рихард Тесаржик (чеш. Richard Tesařík), в советских документах встречается под именем Рихард Ярославович Тесаржик (1915—1967) — чехословацкий военачальник, участник Великой Отечественной войны, Герой Советского Союза (1943).

## Биография

### Ранние годы
Родился 3 декабря 1915 года в столице Чехии — городе Праге. После оккупации чешских земель Германией вместе с другими соотечественниками-патриотами в 1939 году эмигрировал в Польшу и затем, с началом Второй мировой войны, в сентябре 1939 года в составе чехословацкой воинской части перешёл в СССР.

### В годы Великой Отечественной войны
В феврале 1942 года вступил в 1-й отдельный чехословацкий батальон, сформированный из чехословацких добровольцев под командованием полковника Людвика Свободы в городе Бузулуке Оренбургской области. В марте 1943 года заместитель командира пехотной роты ротмистр Р. Тесаржик принял боевое крещение в первом бою чехословацкого батальона против немецких войск у села Соколова Змиёвского района Харьковской области.
Командир роты танков Т-70 танкового батальона 1-й отдельной чехословацкой пехотной бригады в составе 51-го стрелкового корпуса 38-й армии 1-го Украинского фронта подпоручик Рихард Тесаржик особо отличился в боях за Киев 5 ноября 1943 года. Когда 1-я отдельная чехословацкая пехотная бригада начала наступление на украинскую столицу, около 16 часов командир 2-го батальона попросил оказать ему помощь танками. Командиру роты танков Т-70 подпоручику Р. Тесаржику по рации был отдан приказ — атаковать юго-западную окраину Сырецких лагерей, на окраине города. Используя поддержку танков и введя в бой резерв, командир 2-го батальона предпринял обходный манёвр слева и атаковал противника с тыла. В результате совместных усилий танковой роты Р. Тесаржика и резерва 2-го батальона при поддержке артиллерийской батареи, уничтожившей огнём прямой наводки несколько огневых точек, к 17 часам удалось сломить сопротивление противника и в этом районе. Таким образом, левый фланг чехословацкой бригады также выполнил поставленную перед ним задачу, что, в свою очередь, создало возможность для дальнейшего продвижения её левого соседа — 931-го стрелкового полка 240-й стрелковой дивизии.
Овладев в 18 часов кинофабрикой и стремительно продвинувшись вдоль Житомирской улицы, рота танков Т-70 подпоручика Р. Тесаржика с одним танком Т-34 и взводом автоматчиков прорвалась к центру города Киева и уже в 19 часов вышла к пассажирскому вокзалу Киев-1, где встретила упорное сопротивление противника. В завязавшемся бою чехословацкие танкисты совместно с автоматчиками 2-го батальона и взводом сапёрной роты к 20:00 овладели вокзалом и спасли от разрушения мост и другие железнодорожные объекты.
Указом Президиума Верховного Совета СССР от 21 декабря 1943 года «за умелое командование танковой ротой и проявленные мужество и героизм в боях с немецко-фашистскими захватчиками» гражданину Чехословакии подпоручику Тесаржику Рихарду присвоено звание Героя Советского Союза с вручением ордена Ленина и медали «Золотая Звезда» (№ 1693).
В дальнейшем чехословацкий офицер-танкист воевал под Белой Церковью и Жашковом. В составе созданного весной 1944 года 1-го Чехословацкого армейского корпуса он принимал участие в Карпатско-Дуклинской операции войск 1-го Украинского фронта.
22 сентября 1944 года, в бою за овладение высотой 694, называвшейся «Гировой горой», был тяжело ранен. В этот день танк, в котором находился надпоручик Р. Тесаржик, первым прорвался к вершине «Гировой горы», но в момент, когда он уже подошёл к первой траншее противника, один из солдат противника выстрелил по танку из фаустпатрона. Машина загорелась и стала быстро сползать вниз. Из экипажа уцелел лишь Р. Тесаржик. Потерявшего сознание, израненного и обожжённого, его подобрали санитары. Они оказали танкисту первую помощь. В полевом госпитале врачи сделали всё возможное, чтобы сохранить ему жизнь, но левый глаз спасти не удалось.

### В послевоенные годы
После войны Р. Тесаржик продолжал службу в Чехословацкой народной армии (ЧНА). В 1946—1949 годах учился в Военной академии бронетанковых и механизированных войск имени И. В. Сталина в Москве. С 1949 года — старший преподаватель военного училища в Праге, с 1950 года — начальник штаба бронетанковых и механизированных войск Чехословацкой народной армии, с октября 1952 года — командующий бронетанковыми и механизированными войсками 2-го военного округа ЧНА.
В декабре 1953 года был арестован и осуждён к 9 месяцам лишения свободы за утрату секретных документов. В августе 1954 года освобождён и восстановлен в ЧНА.
С ноября 1954 года — командир 13-й танковой дивизии. С 1956 года — заместитель командующего 1-м военным округом ЧНА (Прага). С 1958 года — заместитель командующего 4-й армией. В 1959 году направлен на учёбу в Военную академию Генерального штаба Вооружённых сил СССР в Москву. Однако в 1960 году за многочисленные появления в нетрезвом виде и антипартийные высказывания по требованию советской стороны отозван в Прагу. Непосредственным поводом стала драка на банкете с офицером Национальной народной армии ГДР, которого Р. Тесаржик обозвал фашистом.
После такого скандала в Чехословакии Тесаржику припомнили сразу все старые грехи — а нарушений дисциплины он допускал довольно много. В ноябре 1960 года исключён из Коммунистической партии Чехословакии (состоял в ней с 1946 года) и уволен из ЧНА.
До 1966 года работал диспетчером автобусной станции, затем — инженером по безопасности в компании AVIA-Letňany.
Умер 27 марта 1967 года от инфаркта. Похоронен в родном городе Праге, по другим данным, на городском кладбище Пршибрама.

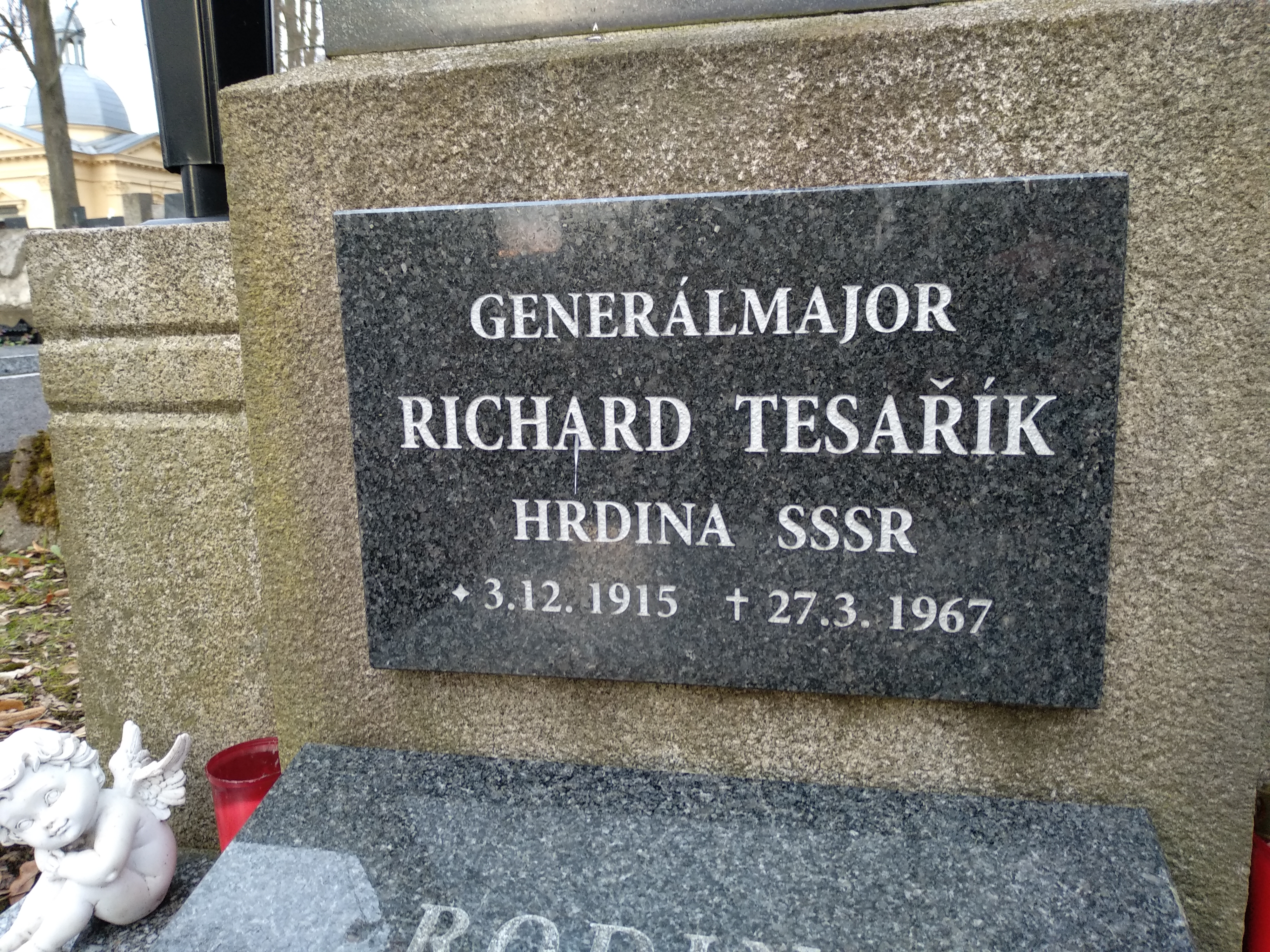
Надгробие в Пршибраме

## Награды и звания
Советские государственные награды и звания:
- Герой Советского Союза (21 декабря 1943);
- орден Ленина (21 декабря 1943);
- орден Красной Звезды (1945);
- медали, в том числе:
  - медаль «За победу над Германией в Великой Отечественной войне 1941—1945 гг.»;
  - медаль «За освобождение Праги».

Чехословацкие государственные награды:
- пять Военных крестов (в том числе 13.04.1943, 23.01.1944, 28.10.1944);
- золотая медаль ордена Белого льва «За Победу»;
- орден Словацкого национального восстания I степени;
- два ордена Красного Знамени ЧССР;
- медаль «За храбрость перед врагом» (11.08.1945);
- медаль «За заслуги» I степени (1945);
- медаль «За службу Родине»;
- медаль «За заслуги в борьбе с фашизмом»;
- Соколовская памятная медаль (1948);
- Дукельская памятная медаль (1959);
- Чехословацкая военная памятная медаль (7.03.1944).

Награды других государств:
- орден Virtuti Militari V степени (Польша);
- орден Короны Румынии (Румыния).

## Воинские звания
- подпоручик (1943)
- поручик (2.03.1944)
- надпоручик (15.09.1944)
- капитан (7.03.1945)
- майор (апрель 1947)
- подполковник (1.09.1950)
- полковник (1.12.1951)
- генерал-майор (5.06.1956).

## Память
В городе Пршибрам и на Аллее Героев на Дукельском перевале установлены бюсты.

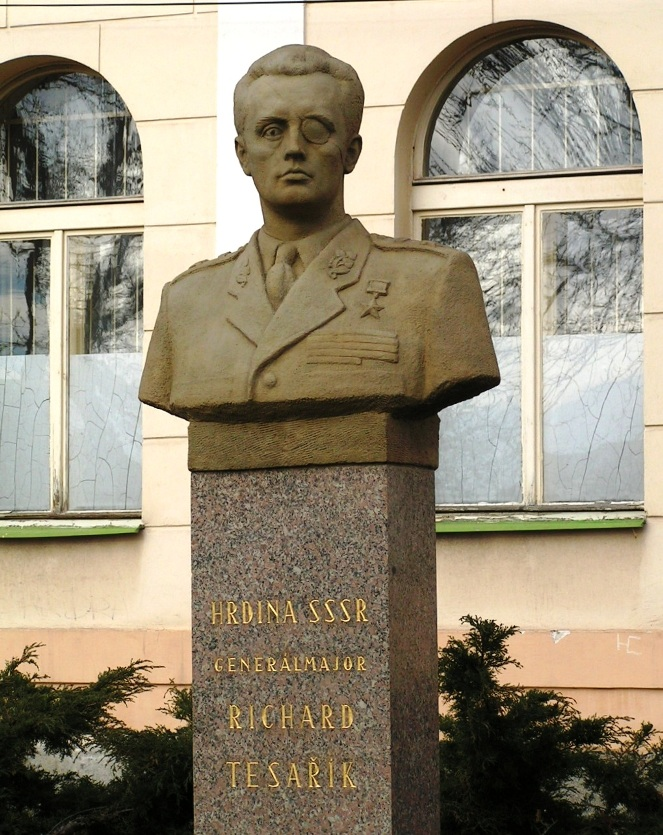
Бюст в городе Пршибрам (Чехия)
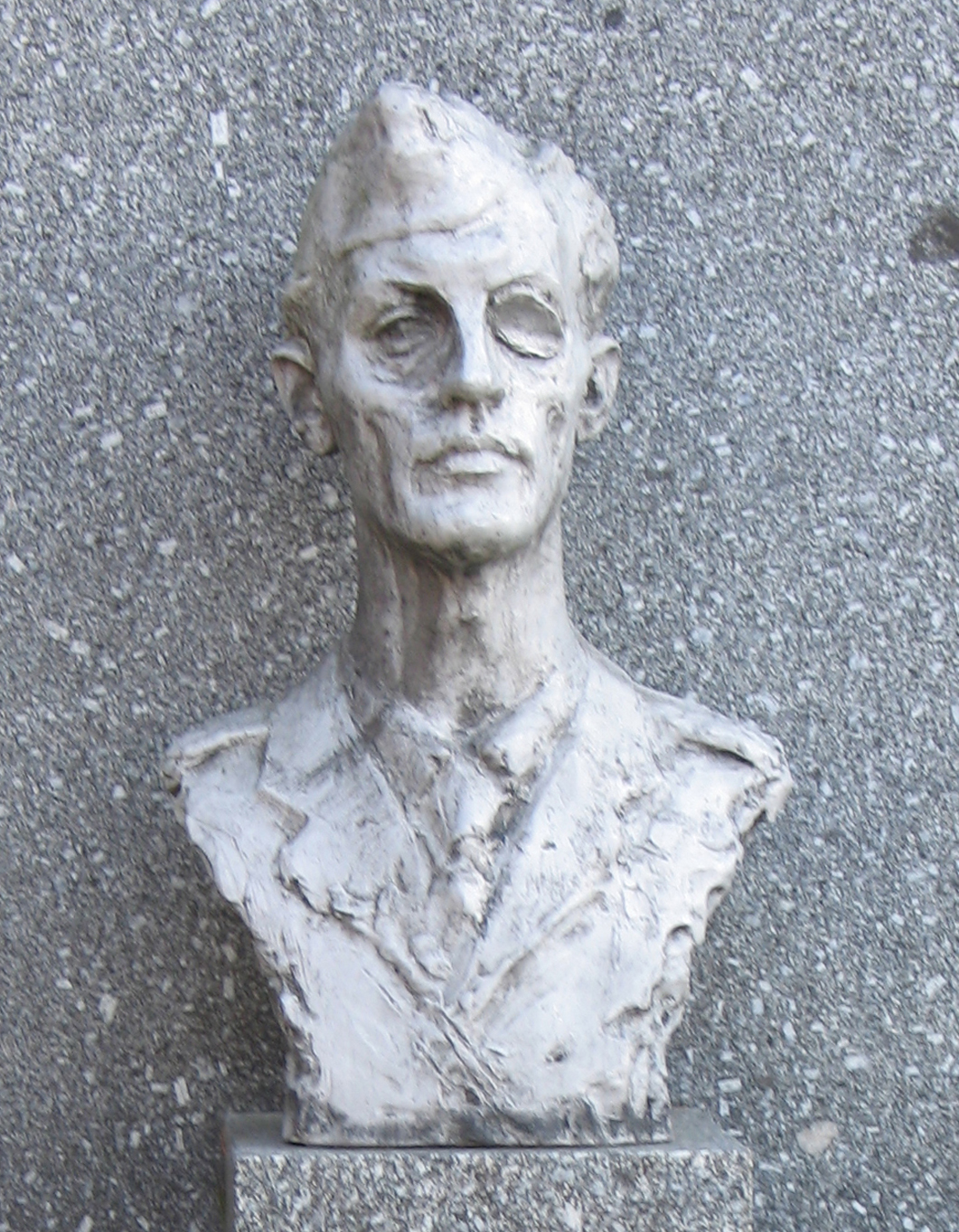
Бюст на Аллее Героев на Дукельском перевале (Словакия)